# الجامعة الملية الإسلامية
الجامعة الملية الإسلامية (بالإنجليزية: Jamia Millia Islamia )‏ (بالأردية: جامعہ ملیہ اسلامیہ) هي جامعة أهلية موجودة في دلهي. تم إنشاؤها عام 1920م أثناء الاستعمار البريطاني للهند. والتي أصبحت عام 1988 جامعة مركزية استنادا لقرار من البرلمان الهندي.

## التاريخ
تم تأسيس الجامعة عام 1920م قبل استقلال الهند على أيدي الزعماء المسلمين وأبطال الاستقلال الذين لهم إسهامات بالغة في تحرير الهند من أيدي المستعمريىن البريطانيين. من أبرز الشخصيات الذین ساهموا في إنشاء الجامعة
- أبو الكلام آزاد، الزعيم القومي لحزب المؤتمر الهندي، كان من الشخصيات البارزة في تأسيس الجامعة.
- محمد علي الجوهر
- الدكتور ذاكر حسين
- مختار أحمد أنصاري
- محمود الحسن
- عبد المجيد خواجه
- عابد حسين
- محمد مجيب
- شوكت علي الجوهر

في عام 2006 قام ملك المملكة العربية السعودية عبد الله بن عبد العزيز آل سعود بزيارة إلى الجامعة وتبرع بمبلغ 30 مليون دولار لإنشاء مكتبة. والآن تعرف هذه المكتبة باسم مكتبة الدكتور ذاكر حسين (المكتبة المركزية).

## الكليات
تضم الجامعة الملية الإسلامية أحد عشر كلية:
- كلية الحقوق
- كلية الهندسة والتكنولوجيا
- كلية العمارة والتخطيط
- كلية اللغات والعلوم الإنسانية
- كلية الفنون الجميلة
- كلية العلوم الاجتماعية
- كلية العلوم الطبيعية
- كلية علوم الحياة
- كلية التربية
- كلية طب الأسنان
- كلية الدراسات الإدارية

## المراكز
- هناك 30 مركزًا و44 قسمًا

- مركز الجامعة الملية الإسلامية لأبحاث الإعلام والاتصال الجماهيري

- مركز علوم النانو وتكنولوجيا النانو
- مركز الدراسات الإدارية
- مركز العلاج الطبيعي وعلوم التأهيل
- مركز الدراسات الإسبانية وأمريكا اللاتينية
- مركز مقارنة الأديان والحضارات
- مركز تنمية وأبحاث الطفولة المبكرة
- مركز الابتكار وريادة الأعمال
- مركز الفيزياء النظرية
- مركز تكنولوجيا المعلومات
- مركز متعدد التخصصات للبحوث والدراسات المتقدمة

## المدارس
كما أن الجامعة الملية الإسلامية تمنح التعليم من الحضانة إلى المرحلة الثانوية العليا:-
- مراكز بالاك ماتا
- جيردا فيليببورن مركز الرعاية النهارية
- حضانة مشير فاطمة الجامعة
- مدرسة الجامعة المتوسطة
- مدرسة الجامعة الثانوية
- مدرسة سيد عابد حسين الثانوية العليا
- مدرسة الجامعة الثانوية للبنات

## المكتبة
تُعرف المكتبة المركزية الرئيسية للجامعة باسم مكتبة الدكتور ذاكر حسين مع مجموعتها التي تضم حوالي 400,000 قطعة أثرية - بما في ذلك الكتب والميكروفيلم والمجلدات الدورية والمخطوطات والكتب النادرة. هناك قاعات معينة مخصصة لهم. المكتبة مفتوحة لجميع طلاب جامعة جامع حسن النية. بجانب ذلك، هناك مجموعة مواد في مكتبات بعض الكليات والمراكز.

## التصنيف
تم تصنيف الجامعة الملية الإسلامية في المرتبة 428 من بين 1100 جامعة حول العالم حسب تصنيف Round University Ranking لعام 2023 ومقره موسكو. وفقًا لتقرير U.S. News & World Report، تم تصنيف الجامعة الملية الإسلامية في المرتبة رقم 856 في أفضل الجامعات العالمية. يتم تصنيف المدارس وفقًا لأدائها عبر مجموعة من مؤشرات التميز المقبولة على نطاق واسع. تم تصنيفها في المرتبة 501-600 في العالم من خلال تصنيفات جامعة تايمز للتعليم العالي العالمية لعام 2023 ومقرها لندن، والمرتبة 128 في آسيا في عام 2023 والمرتبة 172 بين الاقتصادات الناشئة.
حصلت الجامعة الملية الإسلامية (JMI) على المركز الأول بين جميع الجامعات المركزية في البلاد في التصنيف الذي أصدرته وزارة التعليم بنسبة 90 في المائة. احتلت المرتبة 12 في الهند بشكل عام حسب إطار التصنيف المؤسسي الوطني (NIRF) في عام 2023، والمرتبة الثالثة بين الجامعات.

## مدراء الجامعة
- حكيم أجمل خان (1920 - 1927)
- مختار احمد الانصاري (1928 - 1936)
- عبد المجيد خواجة (1936 - 1962)
- ذاكر حسين (1963-1969)
- محمد هداية الله (1969 - 1985)
- خورشيد عالم خان (1985 - 1990)
- بيرني (1990 - 1995)
- خورشيد عالم خان (1995 - 2001)
- فخر الدين ت. خوراكيوالا (2002-2011)
- الملازم اللواء محمد احمد زكي (2012 - 2017)
- نجمة هبة الله (2017 - حتى الآن)

## وكلاء الجامعة
- محمد علي جوهر جوهر (1920 - 1923)
- عبد المجيد خواجة (1923 - 1925)
- د. ذاكر حسين (1926 - 1948)
- محمد مجيب (1948 - 1973)
- مسعود حسين خان (1973 - 1978)
- أنور جمال كيدوي (1978 - 1983)
- علي أشرف (1983 - 1989)
- سيد زهور قاسم (1989 - 1991)
- بشير الدين أحمد (1991 - 1996)
- الفريق محمد احمد زاك (1997 - 2000)
- سيد الشهيد المهدي، متقاعد (2000 - 2004)
- مشير حسن (2004 - 2009)
- نجيب جونغ (2009 - 2013)
- طلعت أحمد (2014 -2018)

## الخريجون البارزون
- شاروخان، ممثل بوليوود
- جواد علي خان، سياسي، عضو راجيا سابها
- Virender Sehwag، لاعب الكريكيت الهندي
- بارخا دوت، محرر / صحفي
- كبير خان، مخرج سينمائي
- كيران راو، منتج / مخرج / ممثل سينمائي
- أنجانا أم كاشياب، محرر آج تاك / صحفي
- دانيال أسلم، مخرج سينمائي
- ريتو كابور، رجل أعمال إعلامي
- روشان عباس، فديو راديو / مخرج سينمائي
- حبيب فيصل، كاتب ومخرج سينمائي
- غاجان أجيت سينغ، لاعب الهوكي الدولي
- مزمل إبراهيم، موديل / ممثل
- محمد حسين عديلي منتدى الدول المصدرة للغاز
- لوفيلين تاندان، المخرج السينمائي.
- أنشو قوبتا، مدير
- كمال أختر، سياسي، وزير في حكومة أوتار براديش
- زيشان قادري، كاتب، ممثل
- مولفي عمران رضا أنصاري، سياسي، وزير في جامو وكشمير
- د. محمد نجيب قاسمي، باحث إسلامي
- سيد ساحل أغا، حكواتي.

## روابط خارجية
- الملحقية الثقافية بالهند
- https://web.archive.org/web/20181106132303/http://blog.ksa.co.in/archives/2032